# Frýdek-Místek
Frýdek-Místek (češ. Frýdek-Místek, polj. Frydek-Mistek, njem. Friedeck-Mistek) je grad u Češkoj Republici. Četvrti je po veličini grad upravne jedinice Moravsko-Šleski kraj, gdje čini zaseban okrug Frýdek-Místek. Sam naziv grada upućuje na to da se nekada sastojao iz dva manja grada, Frýdeka i Místeka, koji su se nalazi na dvije strane rijeke, koja dijeli Moravsko-Šleski kraj.
Frýdek-Místek danas ima oko 60.000 stanovnika i posljednjih godina broj stanovnika u gradu polako raste. Pored Čeha u gradu žive i Poljaci, Slovaci i Romi.

## Povijest
Područje Frýdek-Místeka bilo je naseljeno još u doba prapovijesti. Oba naselja, i Frýdek i Místek, javljaju se u pisanim spisima u 13. stoljeću. Međutim, oba naselja su dobila gradska prava tek tijekom Drugog svjetskog rata, da bi 1955. godine bila spojena u jednu gradsku i upravnu cjelinu.
1919. godine Frýdek-Místek je postao dio novoosnovane Čehoslovačke. U vrijeme komunizma grad je naglo industrijaliziran, pa je došlo do naglog povećanja stanovništva. Poslije osamostaljenja Češke Republike došlo je do opadanja aktivnosti teške industrije.

## Sestrinski gradovi
- Bielsko-Biała, Poljska
- Mysłowice, Poljska[2]
- Žilina, Slovačka
- Ames, Iowa, SAD
- Gradačac, Bosna i Hercegovina
- Nicaea, Grčka
- Uryupinsk, Rusija

## Poznate osobe
- Francis Kolařík (1867. – 1927.), orguljaš i skladatelj
- Petr Bezruč (1867. – 1958.), češki pjesnik
- Óndra Łysohorsky (1905. – 1989.), češki pjesnik
- Miloš Macourek (1926. – 2002.), češki pjesnik i scenarist
- Josef Mikoláš (1938. – 2015.), češki hokejaš
- Evžen Zámečník (r. 1939.), češki skladatelj
- Jan Keller (r. 1955.), češki političar
- Ivana Chýlková (r. 1963.), češka glumica
- Tomáš Galásek (r. 1973.), češki nogometaš
- Denise Milani (r. 1976.), model
- Ondřej Palát (r. 1991.), češki hokejaš

## Vanjske poveznice
- Službena stranica  Arhivirana inačica izvorne stranice od 11. lipnja 2020. (Wayback Machine)
- Frýdek-Místek na Flickru